# Zeuglopleurus
Zeuglopleurus is een geslacht van uitgestorven zee-egels, en het typegeslacht van uit de familie Zeuglopleuridae.

## Soorten
- Zeuglopleurus costulatus Gregory, 1889 † Cenomanien - Vroeg-Turonien, Verenigd Koninkrijk.
- Zeuglopleurus dictyopleuroides Smith & Wright, 1993 † Turonien, Verenigd Koninkrijk.